# Průmyslová zóna Bar Lev
Průmyslová zóna Bar Lev (hebrejsky אזור תעשיה בר־לב‎, ezor ta'asija Bar Lev nebo פארק תעשיות בר לב‎, park ta'asijot Bar Lev, doslova průmyslový park Bar Lev) je průmyslová zóna v Izraeli, v Galileji.
Rozkládá se na vrcholové planině pahorku Giv'at Achihud, přibližně 10 km východně od Akka, na rozmezí svahů západní Galileje a pobřežní planiny. Podél její severní strany prochází dálnice číslo 85, na jižní straně terén spadá do údolí vádí Nachal Chilazon, do kterého podél východní strany areálu přitéká vádí Nachal Šagor. Na západ od zóny leží vesnice Achihud a Jas'ur.
Byla založena roku 1995. Rozloha zóny činí cca 1150 dunamů (1,15 km²), z čehož 550 dunamů (0,55 km²) je určeno pro průmyslové účely. Na její správě se podílejí oblastní rada Misgav, oblastní rada Mate Ašer a město Karmi'el. Pojmenována je po izraelském armádním veliteli Chajimu Bar-Levovi.